# Rouvrois-sur-Othain
Rouvrois-sur-Othain település Franciaországban, Meuse megyében. Lakosainak száma 193 fő (2022. január 1.). Rouvrois-sur-Othain Arrancy-sur-Crusnes, Duzey, Nouillonpont, Pillon, Saint-Pierrevillers és Sorbey községekkel határos.

## Népesség
A település népessége az elmúlt években az alábbi módon változott:
| Lakosok száma | 184  | 218  | 201  | 184  | 201  | 200  | 194  | 189  | 190  | 193  |
|               | 1968 | 1982 | 1990 | 2006 | 2013 | 2015 | 2017 | 2019 | 2020 | 2022 |